# Павлова Оксана Володимирівна
Оксана Володимирівна Павлова (нар. 20 вересня 1972, Барнаул, Алтайський край, РРФСР) — українська акторка. Заслужена артистка України.

## Життєпис
Народилася 20 вересня 1972 року в місті Барнаул Алтайського краю[джерело не вказане 1764 дні]. У 1973 році сім′я переїхала до України (м. Дубно Рівненської області)[джерело не вказане 1764 дні]. Тут закінчила школу.
Навчалась у Рівненському державному інституті культури.
З 1995 року і по теперішній час — артистка драми Житомирського академічного українського музично-драматичного театру ім. І.Кочерги.

### Сім'я
- Мати — Павлова (до шлюбу Жук) Ольга Семенівна (нар. 1940) — робітниця плавзаводу «Василь Блюхер» (Владивосток, порт Приморський)[джерело не вказане 1764 дні].
- Батько — Павлов Володимир Васильович (1941—1989) — начальник тралу на СРТ при плавзаводу «Василь Блюхер»; експедитор Владивостоцького порту по рибним грузам[джерело не вказане 1764 дні].
- Чоловік — Йозеф Махо (громадянин Чехії)[джерело не вказане 1764 дні].

## Ролі
- Проня (М. Старицький «За двома зайцями»);
- Марфа Сигізмундівна (М. Манохін «Суперники»);
- Антонія (Д. Фо, Ф. Рама «Вільна пара»);
- Ярися (М. Стельмах «Коханий нелюб»);
- Грабіжниця (К. Драгунська «Всі хлопці смішні»);
- Маман (Є. Тищук «Спасибі, Барбі»);
- Баба Яга (І. Дмитрієва «Пригоди на новорічному балу»);
- Фрекенбок (А. Ліндгрем «Малюк і Карлсон»);
- Вождь (В. Катаєв «Кольорові мандри»);
- Отаманша (Є. Шварц «Снігова королева»);
- Трактирниця (О. Толстой «Золотий ключик, або Пригоди Буратіно»);
- Мама (Г. Х. Андерсен «Дюймовочка»);
- Червоне сонечко, Тітонька Бджола (К. Чуковський «Муха-Цокотуха»);
- Коза (С. Маршак «Кицин дім»);
- Служниця («Летючий корабель»);
- Страшило, Фараманта (О. Волков «Смарагдові пригоди»);
- Цейлона (морська зірка) (В. Врублевський «Русалонька» за мотивами казки Г. Х. Андерсена);
- Няня (П. Авраменко «Фантастична Мері»);
- Женевьєва (К. Моньє «Шестеро жінок в одного на шиї»);
- Вона (Н. Влащенко, Л. Данчук «Баранячий вернісаж»);
- Мотря (М. Старицький «Ніч під Івана Купала»);
- Лаура (Г. Ару «Лаура і Жак або одержимі закохані»);
- Діана (М. Фратті «Жертва»);
- Фарізад (Г. Хугаєва «Чоловік моєї дружини»);
- Заїка (М. Гоголь «Майська ніч»);
- Олена Сергіївна (Ю. Рогозін «От так Олександр»);
- Баба Яга (І. Рябініна «Чортяка з дискотеки»);
- Змія (Ю. Кім «Пригоди на зміїному болоті»);
- Гера (А. Гуляєв, В.Ткаченко «Новорічна фантазія»);
- Сирена (О. Галін «Сирена і Вікторія»);
- тітка Марія (В. Селезньов «Мазепа»);
- Огюстина (Я. Івашкевич «Літо в Ноані»);
- Перетта (Р. Тома «Вісім люблячих жінок»);
- Мері (О. Каневський «Таке єврейське щастя»);
- міс Хопкінс (А. Лернер «Моя чарівна леді»);
- Надія («Живи і пам'ятай»);
- Шумило (І. Шамякін «Останній іспит»);
- Клавочка (І. Кочерга «Фея гіркого мигдалю»);
- Пані Аргонова (А. Фредро «Дами і гусари»);
- Оксана (О. Ірванець «Брехун з литовської площі»);
- Джулія (І. Афанасьєв «Між небом і землею»);
- Еріта (Г. Горін «Забути Герострата»);
- Корова («Божі тварі» за п'єсою М. Ладо «Дуже простенька історія»);
- Стефі Блондел (Ніл Саймон «Хочу зніматися в кіно»);
- Тетяна (О. Мардань «Вівця з вовчим поглядом» за п'єсою «Кішки-мишки»);
- Наталія Степанівна («А Чехов про ЕНТО…» за твором А. Чехова «Освідчення»);
- Кайдашиха (І. С. Нечуй-Левицький «Кайдашева сім'я»);
- Кабато (А. Цагарелі «Ханума»);
- Головиха, Одарка (О. Коломієць «Фараони»);
- Капрал (В. Осляк «„Show must go on“ або „пси на ланцюгу“» за мотивами роману Дж. Джонса «Віднині і навіки»).

## Нагороди
- 2003: Подяка Кабінету міністрів України[джерело не вказане 1764 дні].
- 2009: Заслужена артистка України[3].